# Áustria nos Jogos Olímpicos de Inverno de 1952
O Áustria mandou 39 competidores que disputaram sete modalidades nos Jogos Olímpicos de Inverno de 1952, em Oslo, na Noruega. A delegação conquistou 8 medalhas no total, sendo duas de ouro, quatro de prata, e duas de bronze.